# Diecezja Carlisle
Diecezja Carlisle (ang. Diocese of Carlisle; łac. Dioecesis Karleoliensis) – diecezja Kościoła Anglii w metropolii Yorku, obejmująca większość obszaru Kumbrii. Została ustanowiona 11 kwietnia 1132 roku w ramach Kościoła katolickiego, od czasu reformacji jest diecezją anglikańską. 

## Biskupi
stan na 14 lutego 2018:
- biskup diecezjalny: James Newcome (z tytułem biskupa Carlisle)[2]
- biskup pomocniczy: Robert Freeman (z tytułem biskupa Penrith)[2]